# قربط
القَرْبَط أو صُوفانة أو العطيم (الاسم العلمي: Filago) هو جنس من النباتات يتبع الفصيلة النجمية من رتبة النجميات.

## أنواع القربط
- قربط إسباني
- قربط أريزوني
- قربط أناضولي
- قربط برتغالي
- قربط تكساني
- قربط حبشي
- قربط حقلي
- قربط خطي الأوراق
- قربط داكن
- قربط رملي
- قربط زاحف
- قربط صحاري
- قربط صحراوي
- قربط فرنسي
- قربط فضي
- قربط فلسطيني
- قربط كاليفورني
- قربط مباغت
- قربط متباين الأزهار
- قربط متشعب
- قربط متناقض
- قربط مزدحم
- قربط مصفر
- قربط منتشر
- قربط منخفض
- قربط منقبض
- قربط مهمل
- قربط موريتاني
- قربط مؤنف
- قربط نيفادي
- قربط هرمي